# Pablo Pozo
Pablo Pozo, född 27 mars 1973, är en chilensk fotbollsdomare som bland annat dömt i OS i Peking 2008 och i Confederations Cup 2009. Han var en av domarna som närvarade vid fotbolls-VM 2010 i Sydafrika. Pozo har varit FIFA-domare sedan 1999. 